# 400.º Regimiento de Proyectores Antiaéreo (o)
El 400º Regimiento de Proyectores Antiaéreo (Flak-Scheinwerfer-Regiment. 400 (o)), unidad de apoyo de la Luftwaffe durante la Segunda Guerra Mundial.

## Historia
Formado en junio de 1940 por el VI Comando Aéreo. En enero de 1942 fue redesignado al 3º Regimiento de Proyectores Antiaéreo.

## Comandantes
- Coronel Heinrich Schmidt - (junio de 1940 - enero de 1942)

## Servicios
- 1940 - 1942: bajo el mando del VI Comando Aéreo(?).